# Bayじゃないか
『bayじゃないか』（べいじゃないか）は、bayfmで2014年4月から放送されているWEST.のレギュラーラジオ番組である。

## 内容・放送時間
WEST.のメンバーが、月替わりでパーソナリティを務める。究極の楽屋トークで送られるわちゃわちゃな30分。
- 毎週土曜日24:30 - 24:57[1]

2022年4月2日より毎週土曜日23:30 - 23:57に変更。

## 出演
- WEST.
  - 重岡大毅、桐山照史、中間淳太、神山智洋、藤井流星、濵田崇裕、小瀧望